# Astragalus komarovii
Astragalus komarovii es una especie de planta del género Astragalus, de la familia de las leguminosas, orden Fabales.

## Distribución
Astragalus komarovii se distribuye por Tayikistán y Uzbekistán.

## Taxonomía
Fue descrita científicamente por Lipsky. Fue publicada en Trudy Imp. S.-Peterburgsk. Bot. Sada 26: 186 (1910).